# レミーコアントロー
レミーコアントロー（仏: Rémy Cointreau S.A.）は、フランス・パリに本拠を置き、ワイン、スピリッツ、リキュールなどのブランドを保有する酒造メーカー。ユーロネクスト・パリ上場企業（Euronext: RCO ）。

## 沿革
1724年に設立されたレミーマルタン コニャックのメゾンにルーツを持つレミーマルタン（Rémy Martin & Cie S.A.）と、1849年にコアントロー兄弟により設立されたコアントロー（Cointreau & Cie S.A.）の2社が、シーグラム（現ペルノ・リカール）やモエ・ヘネシーなどとの競争に対応する必要から、1990年に合併し設立された。
売上では南北アメリカが過半数を占め、アジア太平洋が3割前後、ヨーロッパでの売上は2割未満となっている。

## 保有ブランド
- レミーマルタン - Rémy Martin
- ルイ13世 - LOUIS XIII
- コアントロー - Cointreau
- メタクサ - METAXA[4]
- マウントゲイ -  Mount Gay
- ブルックラディ - Bruichladdich[5]
- ザ・ボタニスト - The Botanist
- パッソア - PASSOÃ
- ドメーヌ・デ・オート・グラッセ - Domaine des Hautes Glaces[6]
- ウエストランド - Westland Distillery[7]
- テルモン - Telmont[8]
- ベルドゥブリレ - Belle de Brillet[8]

過去の保有ブランド
- パイパー・エドシック[9]
- ラーセン[10]
- イザラ[11]

## 日本法人
レミーコアントロージャパン株式会社（Rémy Cointreau Japan K.K.）は、2008年12月に設立、レミーコアントローが保有する酒類の輸入販売を行っている。東京（港区）および大阪市にオフィスを持つ。